# NPO Saturn
NPO Saturn (in russo: НПО Сатурн, in inglese: Saturn Aircraft Engines) è un'azienda russa che opera nel settore aeronautico, specializzata nel campo dei motori per aerei ed elicotteri impiegati principalmente dagli aerei dell'ex blocco sovietico, tra cui il Tupolev Tu-154.
Formatasi nel 2001 dalla fusione tra Rybinsk motors JSC e Lyul'ka-Saturn JSC, Saturn possiede anche il 50% della joint-venture PowerJet assieme alla Snecma.
 
L'azienda che è stata fondata da Pavel Aleksandrovich Soloviev, ha la sua sede a Rybinsk.
Uno degli ultimi prodotti della NPO Saturn, frutto della collaborazione dal 2004 nel programma PowerJet con la francese Snecma (SAFRAN Group), è il motore SaM146 (con utilizzo della tecnologia dei CFM56 e Tech 56) (il costruttore generale russo Georgij Konjukhov) per gli aerei russi Sukhoi Superjet 100.
In seguito è stata formata anche la Volgaero, con la base a Rybinsk, per la costruzione dei motori SaM146. A Rybinsk si costruiscono anche i nuovi motori D-30KP "Burlak" in (cirillico: Д-30КП Бурлак) per gli aerei cargo Ilyushin Il-76TD. Inoltre la NPO Saturn è il centro di riferimento per la manutenzione e la costruzione di oltre 4000 motori D30KU/KP/KP-154 (in cirillico: Д-30КУ/КП/КУ-154) in servizio sugli aerei russi Ilyushin Il-62M, Ilyushin Il-76 e Tupolev Tu-154M. La NPO Saturn produce anche il motore Saturn RD-600V (in cirillico: Сатурн РД-600В) per gli elicotteri russi Kamov Ka-60, Kamov Ka-62 ed il motore Saturn AL-55 per gli aerei russi Yakovlev Yak-130 e per gli aerei indiani HAL HJT-36 Sitara.